# Macaulayism
Prin termenul macaulayism se înțelege politica de introducere și asimilare a sistemului de învățământ englez în coloniile britanice. Termenul se trage de la numele politicianului britanic Thomas Babington Macaulay (1800–1859), membru al Consiliului Guvernatorului General, care, printre altele, a jucat un rol esențial în promovarea englezei⁠(d) ca principala limbă de instruire în învățământul din India⁠(d).

## Origine

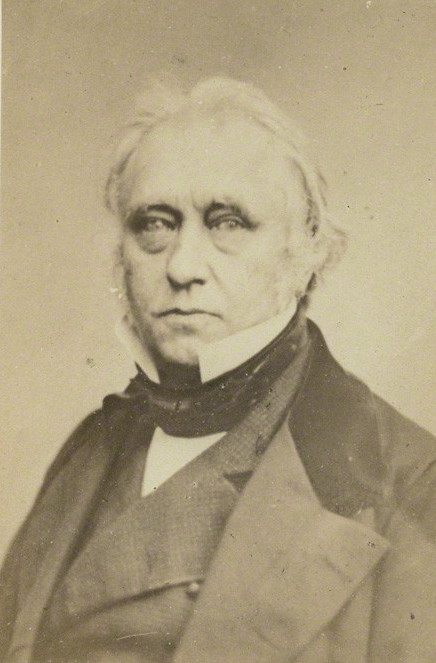
Thomas Babington Macaulay (1800–1859)

Thomas Babington Macaulay s-a născut în Leicestershire, Anglia, la 25 octombrie 1800, fiu al lui Zachary Macaulay⁠(d), fost guvernator al coloniei Sierra Leone⁠(d) și aboliționist⁠(d), și al Selinei Mills⁠(d), discipolă a scriitoarei britanice Hannah More⁠(d).
În 1830 a fost ales în Camera Comunelor a Parlamentului Regatului Unit din partea partidului reformist⁠(d) Whig⁠(d). În 1834, a devenit unul din membrii inaugurali ai Consiliului Superior al Indiei. Următorii patru ani i-a petrecut în India, unde și-a dedicat eforturile reformării codului penal indian (ca urmare britanicii și băștinașii au fost recunoscuți ca fiind egali în fața legii) și stabilirii unui sistem educațional bazat pe modelul britanic, care presupunea introducerea în India a ideilor despre Renaștere, revoluția științifică și iluminism.
Pentru Macaulay cultura occidentală era superioară; acesta respingea cultura indiană existentă, pe care o percepea ca stagnantă și rămasă cu mult în urma gândirii științifice și filozofice europene. Se considera un purtător al „misiunii civilizatoare”:
Trebuie însă să ne străduim să formăm o clasă de oameni care să acționeze ca interpreți între noi și milioanele pe care le guvernăm, o clasă de persoane indiene după sânge și culoare, dar engleze ca gusturi, ca opinii, ca morală și ca intelect. Va fi rolul acestei clase să rafineze dialectele vernaculare ale țării, să îmbogățească aceste dialecte cu termenii științifici împrumutați din limbile occidentale și, prin dezvoltarea lor în etape, să le aducă într-o stare adecvată pentru transmiterea cunoștințelor masei mari a populației.

## Macaulayismul în India modernă
Începând cu cea de-a doua jumătate a secolului al XX-lea, mai mulți patrioți hinduși din India au criticat ideile lui Macaulay cu privire la hinduism și cultura indiană în general; aceste idei, în opinia lor, i-au afectat politicile educaționale.
Vorbind la un seminar național despre „Decolonizarea educației engleze”, în 2001, profesorul Kapil Kapoor⁠(d) de la Universitatea Jawaharlal Nehru⁠(d) a subliniat că sistemul de învățământ în limba engleză în India de astăzi are tendința de a „marginaliza învățarea moștenită” și de a descuraja academicienii să abordeze o gândire indiană tradițională, inducând în ei „un spirit de autodenigrare”. Mulți naționaliști indieni au criticat macaulayismul, susținând că acesta a dezrădăcinat tradițiile indiene din sectoare precum cel financiar și le-a înlocuit cu un sistem străin care era complet nepotrivit Indiei. În plus, ei susțin că macaulayismul a făcut ca sistemele de gândire străine să aibă prioritate în fața celor indiene, în special hinduse.

## Termeni similari în alte părți ale Asiei
Deși nu au o legătură directă cu macaulayismul, în alte părți ale Asiei sunt folosiți termeni similari în contextul adoptării obiceiurilor culturale occidentale, de exemplu „sindromul Pinkerton⁠(d)” în Singapore, „Kalu Sudda” în Sri Lanka și „崇洋媚外” în China. Astfel de comportamente și atitudini sunt documentate și în Thailanda, Malaysia, Hong Kong, Filipine, Japonia și Coreea de Sud.